# Santiago del Campo
Santiago del Campo – gmina w Hiszpanii, w prowincji Cáceres, w Estramadurze, o powierzchni 73,33 km². W 2011 roku gmina liczyła 288 mieszkańców.